# Batalla de l'Escalda
La batalla de l'Escalda a la Segona Guerra Mundial va ser una sèrie d'operacions militars dirigides pel Primer Exèrcit canadenc, amb unitats canadenques, poloneses i britàniques adjuntes, per obrir la ruta marítima cap a Anvers perquè el seu port pogués servir per proveir els Aliats al nord-oest d'Europa. Sota el comandament en funcions del tinent general Guy Simonds, la batalla va tenir lloc al nord de Bèlgica i al sud-oest dels Països Baixos del 2 d'octubre al 8 de novembre de 1944.
Els defensors ben establerts de la Wehrmacht van organitzar una eficaç acció de retard, durant la qual els alemanys van inundar zones terrestres a l'estuari de l'Escalda, frenant l'avanç aliat. Després de cinc setmanes de difícils combats, el Primer Exèrcit canadenc, amb un cost de 12.873 baixes aliades (la meitat d'elles canadenques), va tenir èxit a netejar l'Escalda després de nombrosos assalts amfibis, travesses d'obstacles i assalts costosos a terra oberta.
Quan els defensors alemanys ja no eren una amenaça, van trigar tres setmanes més a desminar els ports; el primer comboi que transportava subministraments aliats no va poder descarregar a Anvers fins al 29 de novembre de 1944.

## Rerefons
Després de l'esclat aliat després de l'èxit a la batalla de Normandia, van començar una sèrie de ràpids avenços cap els Països Baixos, lluny de les seves vies inicials de subministrament al llarg de la costa nord de França. A la tardor de 1944, ports capturats com Cherbourg estaven lluny de la línia del front, estirant les línies de subministrament aliades i causant grans problemes logístics.
Anvers és un port interior d'aigües profundes a prop d'Alemanya. Està connectat amb el mar del Nord a través del riu Escalda, que permet el pas dels vaixells oceànics. Following Després de la destrucció de Rotterdam el 1940, Anvers va ser el port supervivent més gran d'Europa occidental i l'opció òbvia per donar suport a una invasió d'Alemanya. Això havia estat reconegut ja el desembre de 1941, quan els exèrcits angloamericans van fer els seus primers plans per a una ofensiva europea.
La Brigada Blanca de la resistència belga es va apoderar del port d'Anvers abans que els alemanys poguessin destruir-lo tal com estaven planejant. El 4 de setembre, Anvers va ser presa per l'11a Divisió Blindada amb el seu port intacte al 90%. No obstant això, els alemanys havien fortificat fortament l'illa Walcheren a la desembocadura de l'Escalda Occidental, establint artilleria ben excavada impermeable als atacs aeris i controlant l'accés al riu. Això va fer impossible que els dragamines aliats poguessin netejar el riu i obrir el port d'Anvers. Com a part del Mur Atlàntic, l'illa Walcheren va ser descrita com la "concentració més forta de defenses que els nazis havien construït mai".

### Preparatius aliats
El 5 de setembre, el comandant naval del SHAEF, l'almirall Sir Bertram Ramsay va aconsellar al comandant del 21è Grup d'Exèrcits, general Bernard Montgomery, que fes de l'Escalda la seva principal prioritat, afirmant que mentre la desembocadura del riu estigués en mans alemanyes, el port d'Anvers era inútil. Aquell mateix dia, gràcies a la intel·ligència Ultra, Montgomery es va adonar de la intenció d'Hitler de mantenir l'Escalda a tota costa. No obstant això, Montgomery es va centrar en els preparatius per a la desafortunada operació Horta més tard aquell mes. Entre els alts líders aliats, només l'almirall Ramsay va veure l'obertura d'Anvers com a crucial per mantenir l'avanç cap a Alemanya.
Montgomery va tenir un incentiu addicional per no prioritzar Anvers: el seu aparent desig que el 21è Grup d'Exèrcits encapçalés la invasió d'Alemanya i captures Berlín. El 9 de setembre, Montgomery va escriure al mariscal de camp Sir Alan Brooke (el cap de l'Estat Major Imperial) que "un bon port al Pas de Calais" seria capaç de satisfer les necessitats logístiques del 21è Grup d'Exèrcits, encara que no el Exèrcits nord-americans a França. Tres dies abans, el 6 de setembre, Montgomery va ordenar al general canadenc Harry Crerar que prioritzés la captura d'aquest port, Boulogne-sur-Mer. Les opinions de Montgomery van obligar a Eisenhower a donar suport a un pla perquè el 21 envaís Alemanya, mentre que l'ús d'Anvers permetria que tots els exèrcits fossin subministrats per a aquesta invasió.
A causa d'aquests factors, es va fer poc sobre Anvers durant el setembre. El 12 i el 13 de setembre, Montgomery va ordenar al Primer Exèrcit canadenc de netejar l'Escalda després de prendre Boulogne, Calais i Dunkerque; el general Crerar va afirmar que això era impossible perquè no disposava de suficients homes. Montgomery va rebutjar la sol·licitud de Crerar de tenir el XII Cos britànic sota el comandament del general Neil Ritchie assignat per ajudar a netejar l'Escalda, perquè necessitava el XII Cos per a l'Operació Horta.
Si Montgomery hagués assegurat l'estuari de l'Escalda tal com havia aconsellat l'almirall Ramsay, Anvers s'hauria obert a la navegació aliada molt abans del que va ser, i la fugida del Quinzè Exèrcit alemany de França s'hauria pogut aturar. En canvi, el 15è Exèrcit alemany va poder desplegar-se a la defensiva i preparar-se per a l'avanç esperat.

### Pla d'atac
Des de setembre, Ramsay va estar profundament implicat en la planificació de l'assalt a l'illa Walcheren. Va nomenar el capità Tony Pugsley de la Royal Navy, que va desembarcar la 7a brigada de la 3a divisió canadenca el dia D, a la seu del primer exèrcit canadenc per començar els preparatius.

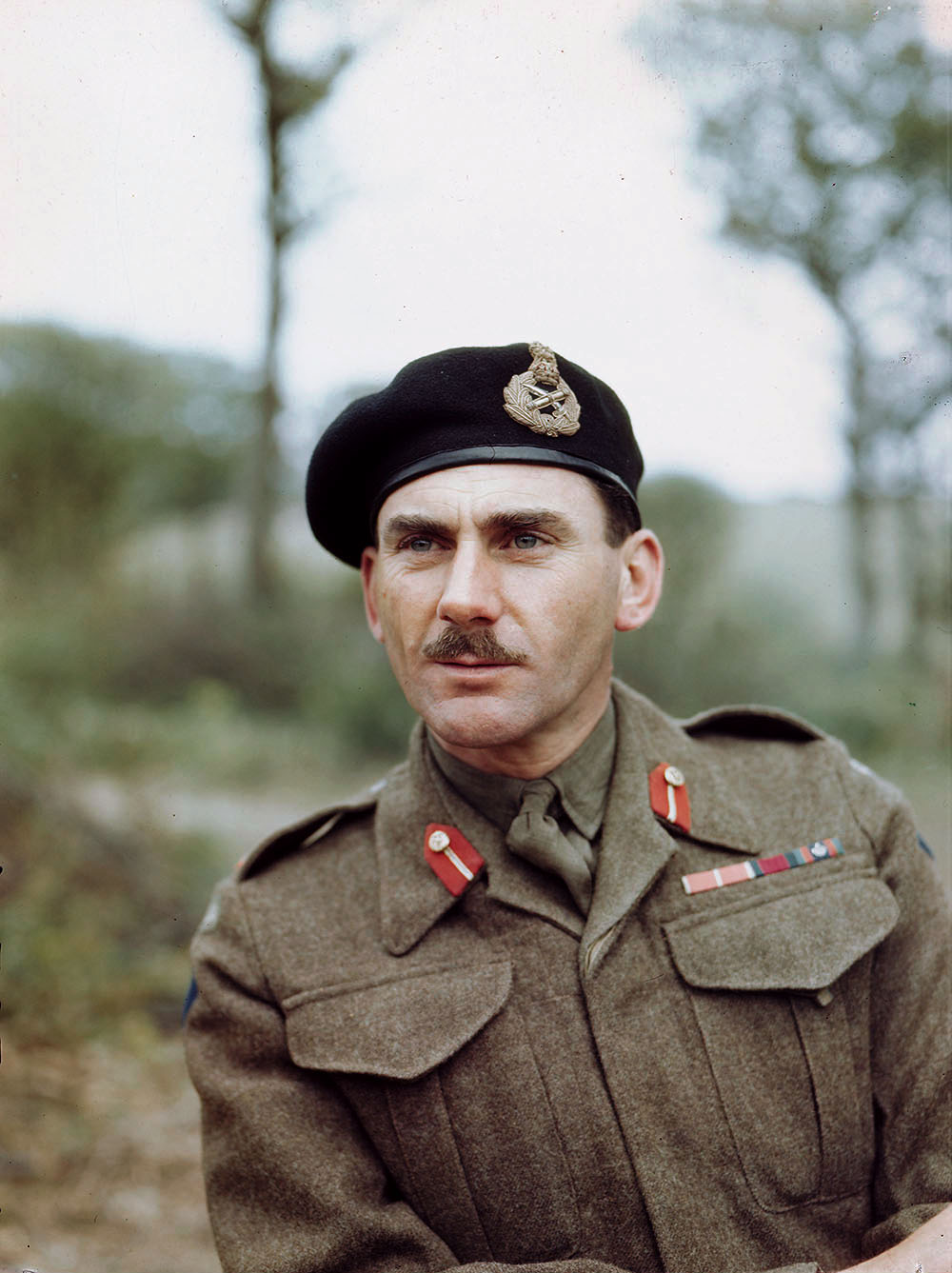
El comandant del Primer Exèrcit canadenc, el tinent general Guy Simonds

Després d'ordenar prèviament que els ports del Canal fossin netejats primer, Montgomery va decidir que la importància d'Anvers era tal que la captura de Dunkerque es podia retardar. El Primer Exèrcit canadenc, sota el comandament temporal del tinent general Guy Simonds, va ser complementat pel I Cos britànic, la 2a Divisió d'infanteria canadenca i el II Cos canadenc, amb la 1a Divisió Blindada polonesa, les divisions britàniques 49a i 52a. A més, la 51a Divisió d'Infanteria (Highland) havia de renunciar al seu transport per permetre el moviment de les forces a les posicions de batalla. Montgomery va prometre el suport del Comandament de Bombarders de la RAF en atacar les fortificacions alemanyes i la de la 8a Força Aèria de la USAAF "el dia en qüestió".

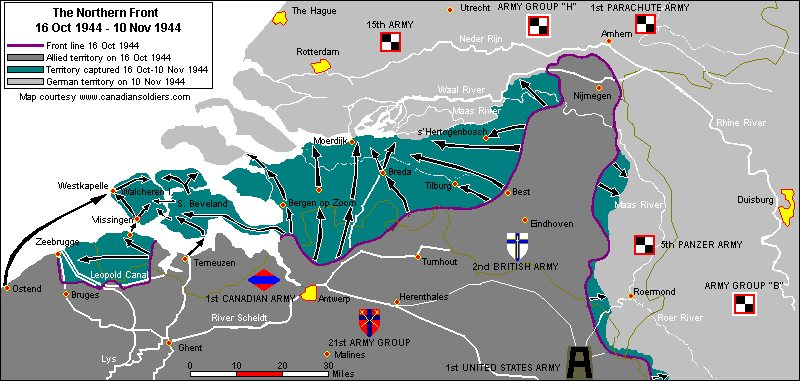
El Front Nord del 16 d'octubre al 10 de novembre

El pla d'obertura de l'estuari de l'Escalda va implicar quatre operacions principals, realitzades sobre una geografia descoratjadora:
- Netejant la zona al nord d'Anvers i assegurant l'accés a la península de South Beveland.
- Operació Switchback, netejant la bossa de Breskens al nord del canal Leopold i al sud de l'Escalda occidental.
- Operació Vitality, la captura de la península de South Beveland, al nord de l'Escalda i a l'est de l'illa Walcheren.
- Operació Infatuate, la captura de Walcheren.

Els primers atacs es van produir el 13 de setembre. Després que un intent de la 4a divisió blindada canadenca d'assaltar el canal Leopold per si sola hagués acabat amb una sagnant repulsa, el general Guy Simonds, al comandament del II Cos canadenc, va ordenar l'aturada de les operacions a l'Escalda fins que els ports del canal francès havien tingut lloc. S'ha pres, informar que l'Escalda necessitaria més d'una divisió per poder ser netejat. L'aturada va permetre al 15è Exèrcit alemany prou temps per excavar a la seva nova llar a la vora de l'Escalda.
L'operació Switchback va començar el 21 de setembre quan la 4a divisió canadenca (blindada) es va traslladar al nord aproximadament al llarg de la línia del canal Gant-Terneuzen, amb la tasca de netejar una zona a la riba sud de l'Escalda al voltant de la ciutat holandesa de Breskens, anomenada la "Bossa de Breskens". La 1a divisió blindada polonesa va impulsar simultàniament la frontera holandesa-belga més a l'est i la zona crucial al nord d'Anvers.
La 4a Divisió Blindada canadenca va avançar des d'un cap de pont guanyat amb força sobre el canal Gant-Brugge a Moerbrugge per trobar-se amb les primeres tropes aliades enfrontant-se al formidable obstacle de la doble línia dels canals Leopold i Schipdonk. Es va llançar un atac als voltants de Moerkerke, travessant els canals i establint un cap de pont abans que els contraatacs obliguessin a la retirada amb nombroses baixes.
La 1a divisió blindada polonesa va gaudir d'un major èxit cap a l'est a mesura que avançava al nord-est des de Gant. En un país inadequat per a blindats, i contra la resistència endurida, la divisió va avançar cap a la costa el 20 de setembre, ocupant Terneuzen i netejant la riba sud de l'Escalda a l'est cap a Anvers.
Per a Simonds es va fer evident que qualsevol guany addicional a l'Escalda tindria un alt cost, ja que la bossa de Breskens, que s'estenia des de Zeebrugge fins a l'entrada de Braakman i cap a l'interior fins al canal Leopold, estava fortament controlada per l'enemic.
A l'octubre, Montgomery va separar la 51a divisió britànica Highland, la 1a divisió polonesa, la 49a divisió britànica (West Riding) i la 2a brigada blindada canadenca del primer exèrcit canadenc perquè poguessin ajudar el Segon Exèrcit britànic a participar en l'operació Pheasant, una ofensiva contra alliberar el Brabant del Nord i ampliar el sortint d'Arnhem. Simonds va veure la campanya de l'Escalada com una prova de la seva habilitat, un repte a superar, i va sentir que podia netejar l'Escalda amb només tres divisions del 2n Cos tot i haver d'enfrontar-se a tot el 15è Exèrcit, que es va mantenir amb força. posicions fortificades en un paisatge que afavoria la defensiva. [21]Simonds mai va registrar queixes sobre la seva manca de mà d'obra, municions i suport aeri.

## Batalla

### Garantint l'accés a South Beveland
El 2 d'octubre, la 2a Divisió canadenca va començar el seu avançament cap al nord des d'Anvers. El 6 d'octubre es va produir un dur combat a Woensdrecht, objectiu de la primera fase. Els alemanys, reforçats pel grup de batalla Chill, van veure la prioritat a mantenir-s'hi, controlant l'accés directe a South Beveland ia l'illa Walcheren.

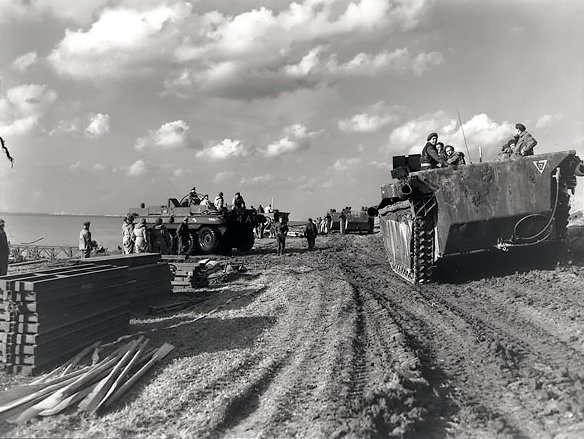
Columna de vehicles amfibis Alligator passant per vehicles amfibis Terrapin al riu Escalda, octubre de 1944

Hi va haver nombroses baixes quan els canadencs van atacar sobre terres obertes i inundades. Els historiadors canadencs Terry Copp i Robert Vogel van escriure: "el mateix nom de Woensdrecht provoca calfreds als veterans de la 2a divisió d'infanteria canadenca". La pluja, les trampes explosives i les mines terrestres van fer molt difícil l'avanç. Atacant el 7 d'octubre en una forta boira, els Calgary Highlanders van rebre un fort foc des de les posicions alemanyes. Tal com es descriu al seu diari de guerra, "la batalla es va engrossir... les forces alemanyes... van rebatre amb una pugnacitat que feia molt de temps que no s'havia trobat a l'enemic". El Régiment de Maisoneuve es va aturar a 1.000 iardes del seu objectiu mentre que l'endemà, la Black Watch of Canada es va aturar en el seu intent. El 9 d'octubre, els alemanys van contraatacar i van fer retrocedir els canadencs. El diari de guerra de la 85a Divisió d'Infanteria va informar que estaven "progrés molt lentament" davant la tenaç resistència canadenca.

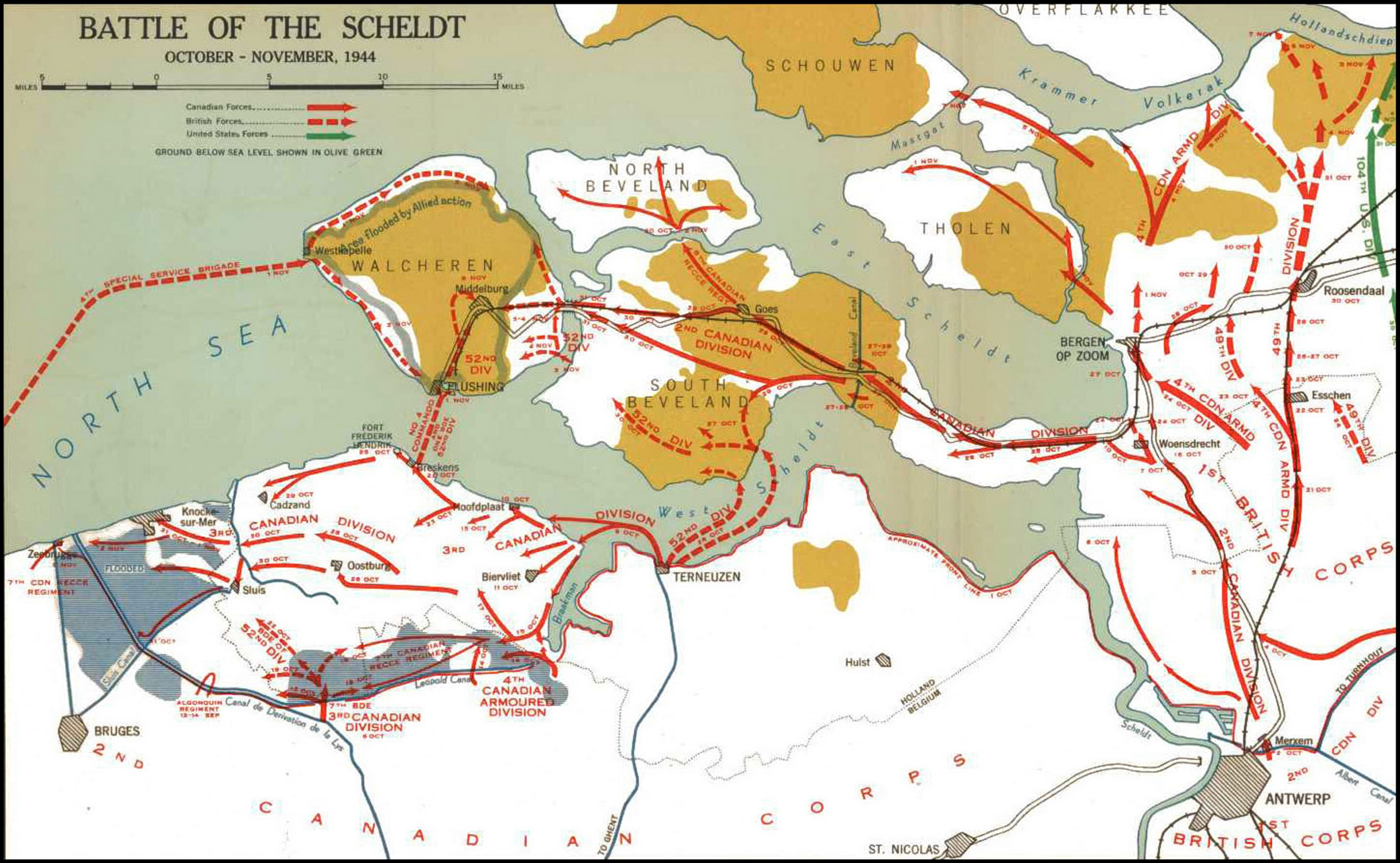
Mapa de la batalla de l'Escalda

De tornada a la seu de SHAEF, Ramsay, que estava més preocupat pels problemes als quals s'enfrontaven els canadencs que els seus propis generals, es va queixar al comandant suprem aliat, general Dwight Eisenhower, que els canadencs havien de racionar municions, ja que Montgomery va fer que Arnhem fos la seva principal prioritat. Després que Ramsay va plantejar el problema amb Eisenhower, aquest últim va informar a Montgomery el 9 d'octubre o sobre "la importància suprema d'Anvers. Aquest matí m'ha informat la Marina que l'exèrcit canadenc no podrà atacar fins l'1 de novembre tret que se'ls proveeixi immediatament de munició." Montgomery va respondre escrivint: "Demaneu que em pregunteu a Ramsay amb quina autoritat us fa declaracions salvatges sobre les meves operacions sobre les quals no pot saber res repetir res... no hi ha cap repetició ni escassetat de municions... Les operacions són rebent la meva atenció personal."
El mariscal de camp Walter Model, que comandava el Grup d'Exèrcits B, va ordenar: "El corredor cap a Walcheren es mantindrà obert a qualsevol preu; si cal, serà recuperat per forces despietades d'altres sectors". Model, un nazi fanàtic dur i despietat conegut per la seva devoció a Hitler, va ser anomenat "el bomber del Führer" perquè Hitler sempre li va donar els treballs més durs. Model va enviar la 256a divisió Volksgrenadier i les companyies d'armes d'assalt per permetre l'alliberament del Grup de Batalla Chill, la "brigada de bombers" format pel 6è Regiment de paracaigudistes i companyies d'armes d'assalt. El 10 d'octubre, el Regiment Reial del Canadà va llançar un atac sorpresa contra les línies alemanyes a Woensdrecht, però durant els dies següents es va dedicar a un fort combat contra els contraatacs del grup de batalla Chill. El major-general Charles Foulkes de la 2a Divisió va enviar els Black Watch per donar suport al Regiment Reial. Les forces alemanyes a Woensdrecht van superar molt en nombre les canadenques i si Model n'hagués sabut, podria haver llançat una contraofensiva. En canvi, va utilitzar tàctiques de desgast fent contraatacs a poc a poc. Durant aquest temps, els diaris de guerra de la Royal Hamilton Light Infantry van assenyalar que s'havien trobat "molts franctiradors a les cases i les bardisses" mentre el clima era "fred i humit amb vents forts. Les inundacions tornaven a augmentar".
Simonds havia planejat comprometre a la 4a Divisió per ajudar la 3a Divisió a netejar la butxaca de Breskens, però els problemes que enfrontava la 2a Divisió van obligar a Simonds a començar a treure unitats de la 4a Divisió. El 9 d'octubre de 1944, el Regiment d'Alberta Sud va rebre l'ordre de "protegir el flanc dret de la 2a Divisió i evitar la infiltració entre la 2a Divisió i la 1a Divisió de l'Armada Polonesa". L'endemà, Simonds va ordenar al general Harry Foster de la 4a Divisió "que enviés 4a Brigada Cuirassada canadenca a l'àrea d'Anvers a raó d'un get al dia, a partir de l'11 d'octubre".
El 13 d'octubre, que seria conegut com el "Divendres Negre", el Black Watch de la 5a Brigada d'Infanteria canadenca va ser pràcticament exterminat en un atac sense èxit. Els Black Watch va atacar posicions alemanyes, ja se sabia que estaven ben defensades, mentre que la resta de la 2a Divisió no estava compromesa, la qual cosa suggeria que ni Foulkes ni Simonds s'havien pres seriosament el problema de la lluita pel riu Escalda. Els Black Watch, els oficials del qual provenien de l'elit escocesa de Mont-real, s'havia presentat com el regiment més exclusiu de l'exèrcit canadenc. Malgrat aquesta reputació, els Black Watch es considerava un regiment "malvat" que havia tingut més que la seva justa part de desgràcies. Un oficial dels Black Watch va informar que els soldats enviats per substituir els homes dels Black Watch morts i ferits a França "tenien poc o cap entrenament d'infanteria i mostraven una moral deficient" i que els homes de la Companyia C havien "tots morts o fets presoners". " durant el "divendres negre". Els Black Watch ja havia patit pèrdues molt importants a la batalla de Verrières Ridge el juliol de 1944 i les seves grans pèrdues els "Black Friday" gairebé van acabar el regiment. Els Calgary Highlanders havien de seguir amb una acció més reeixida, i el seu Carrier Platoon va aconseguir prendre l'estació de ferrocarril de Korteven, al nord de Woensdrecht. També es va produir la lluita a Hoogerheide El 16 d'octubre la Royal Hamilton Light Infantry, coneguda com els "Rileys", sota el comandament del tinent coronel Denis Whitaker, va atacar Woensdrecht de nit, ocupant gran part del poble. Tanmateix, no van poder passar més enllà de la carena a l'oest de Woensdrecht. El 16 d'octubre, Woensdrecht estava assegurat, tallant l'enllaç terrestre amb South Beveland i Walcheren. Els "Rileys" van patir pèrdues el 16 d'octubre iguals a les del Black Watch el "Divendres Negre". Els canadencs van aconseguir el seu primer objectiu, però havien patit grans baixes.
El 14 d'octubre, Montgomery va emetre "Notes sobre el comandament" que eren molt crítiques amb el lideratge d'Eisenhower i li van demanar que tornés a ser nomenat comandant de les Forces Terrestres. L'endemà, Eisenhower va respondre que el problema no era l'arranjament del comandament, sinó la capacitat i voluntat de Montgomery d'obeir les ordres, dient que li havia ordenat netejar l'Escalda i li va advertir si no podia obeir les ordres seria rellevat. Picat pel missatge d'Eisenhower, un Montgomery castigat va prometre: "No en sentireu més sobre el tema del comandament... Anvers és la màxima prioritat en totes les operacions del 21 Grup d'Exèrcits". El 16 d'octubre, Montgomery va emetre una directiva en aquesta línia. A l'est, el Segon Exèrcit britànic va atacar cap a l'oest per netejar els Països Baixos al sud del Mosa (Maas) durant l'operació Faisan, assegurant la regió de l'Escalda dels contraatacs.
Com a part dels seus esforços recentment centrats per ajudar Simonds, Montgomery va assignar la 52a Divisió Lowland al Primer Exèrcit Canadenc. La 52a divisió, reclutada a les Terres Baixes d'Escòcia, era una divisió de muntanya, que requeria homes amb força i resistència inusuals per lluitar a les muntanyes, convertint-la en una mena de divisió d'elit dins de l'exèrcit britànic. Simonds va apreciar molt tenir els Lowlanders sota el seu comandament i va dir al major general Edmund Hakewill-Smith que el 52è havia de jugar el paper decisiu en la presa de l'illa Walcheren. Com a tal, Simonds va ordenar a Hakewill-Smith que comencés a preparar una operació amfibia, ja que Simonds planejava desembarcar la 52a Divisió a Walcheren al mateix temps que els canadencs atacaven l'illa.
Mentrestant, Simonds concentrava les forces al coll de la península de South Beveland. El 17 d'octubre, el major-general Harry Forster va anunciar que la 4a Divisió atacaria el 20 d'octubre per prendre la zona coneguda com Wouwsche Plantage. L'ofensiva va començar a primera hora del matí del 20 d'octubre i va ser liderada pels regiments d'Argyll i Lake Superior. El 22 d'octubre, el Lincoln and Welland Regiment, conegut com els "Lincs" a l'exèrcit canadenc, i l'Algonquin Regiment van prendre Esschen en un atac sorpresa. El 23 d'octubre, la 85a Divisió alemanya va llançar un contraatac liderat per alguns canons autopropulsats (SP). Els tancs Sherman de la Governor General's Foot Guards i els Lake Superior Regiments van ser delmats pels canons alemanys. Durant els dies següents, es va produir el que el diari de guerra de la 85a Divisió va anomenar "lluita extremadament violenta". El diari de guerra dels Argyll and Sutherland Highlanders parlava de "lluita de malson" a Wouwsche Plantage. Els combats a Wouwsche Plantage es van considerar tan importants que Montgomery va arribar a la seu de la 4a Divisió canadenca per pressionar Forster per la velocitat, però Forster va protestar que el país pla del polder feia impossible la velocitat. Una companyia del regiment de Lincoln i Welland va perdre el 50% dels seus homes en un sol dia de combat, mentre que una companyia avançada del regiment algonquin va ser tallada i envoltada per la Wehrmacht, la qual cosa va requerir una lluita desesperada per esclatar. Els canadencs ara avançaven cap a Bergen op Zoom i participarien en l'Operació Faisà en un esforç per prendre la ciutat. L'avenç obligaria a Rundstedt a tornar a desplegar el 6è Regiment de Paracaigudistes d'elit, que fins aleshores havia estat bloquejant la 2a Divisió canadenca a l'istme de Beveland en defensa de Bergen op Zoom.
El 24 d'octubre, les línies aliades es van allunyar més del coll de la península, assegurant que els contraatacs alemanys no tallessin la 2a divisió canadenca, per aleshores desplaçant-se cap a l'oest cap a l'illa Walcheren.

### Operació Switchback
La segona operació principal, l'operació Switchback, es va obrir amb una lluita ferotge per reduir la bossa de Breskens. Aquí, la 3a divisió d'infanteria canadenca es va trobar amb una tenaç resistència alemanya mentre lluitava per creuar el canal Leopold. Un intent fallit anterior de la 4a Divisió Blindada canadenca a Moerbrugge havia demostrat el repte que tenien. A més de les formidables defenses alemanyes tant al canal Leopold com al canal Schipdonk, gran part de l'àrea d'aproximació estava inundada.
La bossa de Breskens estava en mans de la 64a Divisió comandada pel general Knut Eberding, un home d'infanteria amb una àmplia experiència al front oriental que era considerat un expert en la guerra defensiva. Quan el 15è Exèrcit es va retirar de la regió de Pas de Calais de França a través dels Països Baixos el setembre de 1944, un gran nombre de canons i municions van acabar a la butxaca de Breskens, incloent cent canons antiaeri de 20 mm. Van ser utilitzats per la Wehrmacht com una mena de "metralladora superpesant" i eren molt temuts per la infanteria canadenca. Les pistoles de 20 mm podrien fer trossos un home en qüestió de segons. A més dels canons de 20 mm, la 64a Divisió tenia 23 dels famosos canons de 88 mm, coneguts pel seu poder per destruir un tanc aliat amb un sol cop directe, juntament amb 455 metralladores lleugeres i 97 morters.
Mentre Montgomery es va centrar en l'operació Horta el setembre de 1944, Eberding va utilitzar tres setmanes de silenci per fer cavar els seus homes. Més tard va expressar sorpresa pel fet que les forces aèries aliades gairebé mai bombardegesin la bossa de Breskens al setembre, permetent als seus homes construir obres defensives amb prou feines un esforç per aturar-los. El país pla i pantanós dels pòlders va convertir la Breskens Pocket en una "illa", ja que gran part del terreny era intransitable amb només uns quants "ponts terrestres" que connectaven la zona amb el continent. La Wehrmacht havia volat dics per inundar gran part del sòl perquè els canadencs només poguessin avançar per les carreteres rurals elevades. Eberding va informar que el país dels pòlders era "un laberint de séquies, rius canalitzats i canals comercials, sovint per sobre del nivell del camp que l'envolta... fet que feia gairebé impossible la maniobra militar excepte per les carreteres estretes construïdes damunt dels dics. Cadascuna d'aquestes carreteres va ser acuradament registrada tant per a tir d'artilleria com de morter".
Es va decidir que el millor lloc per a un assalt seria immediatament a l'est d'on es dividien els dos canals: una estreta franja de terra seca, d'uns pocs centenars de metres d'amplada a la seva base més enllà del Canal Leopold (descrit com un triangle llarg amb la seva base). a la carretera Maldegem-Aardenburg i el seu vèrtex prop del poble de Moershoofd a uns 5 km a l'est). Malgrat que la intel·ligència Ultra proporcionada per Bletchley Park havia revelat que la 64a Divisió estava buscant una dura lluita i que Eberding havia ordenat una lluita a mort, la intel·ligència militar canadenca va subestimar seriosament la mida de les forces alemanyes. Esperaven que Eberding es retirés a l'illa Walcheren un cop la 3a divisió canadenca comencés a avançar. No obstant això, Simonds va valorar els problemes imposats pel país polder i els alemanys concentrant les seves forces als pocs "ponts terrestres". Va planejar utilitzar vehicles amfibis coneguts com " Buffalos " per viatjar a través del camp inundat per flanquejar les forces alemanyes. Simonds planejava atacar tant al canal Leopold com a la part posterior del la bossa de Breskens mitjançant un desembarcament amfibi a l'entrada de Braakman.
Va començar una doble agressió. La 7a Brigada de la 3a Divisió canadenca va fer l'assalt inicial a través del Canal Leopold, mentre que la 9a Brigada va organitzar l'atac amfibi des del costat nord (costa) de la butxaca. La 7a Brigada era coneguda com la "Brigada Occidental" de l'exèrcit canadenc, ja que els seus tres regiments eren tots de l'oest del Canadà, el Regiment escocès canadenc venia de l'àrea de Victòria, els Regina Rifles de la zona de Regina i els Royal Winnipeg Rifles de Winnipeg, mentre que la 9a Brigada era coneguda com la "brigada Highland", ja que els seus tres regiments eren tots regiments Highland amb dos procedents d' Ontario i un altre de Nova Escòcia. El regiment de North Shore va fer un atac de diversió a través del canal Leopold, mentre que el regiment de fusells de Regina i el regiment escocès canadenc van fer l'assalt principal. El Regiment Reial de Mont-real, que encara no havia vist mai acció, estava pressionant per entrar a la lluita, i com a tal, la companyia B dels Rifles Regina, sobrenomenada els "Johns", va acceptar deixar-se al costat, de manera que una companyia del El Royal Montreal Regiment podria ocupar el seu lloc.

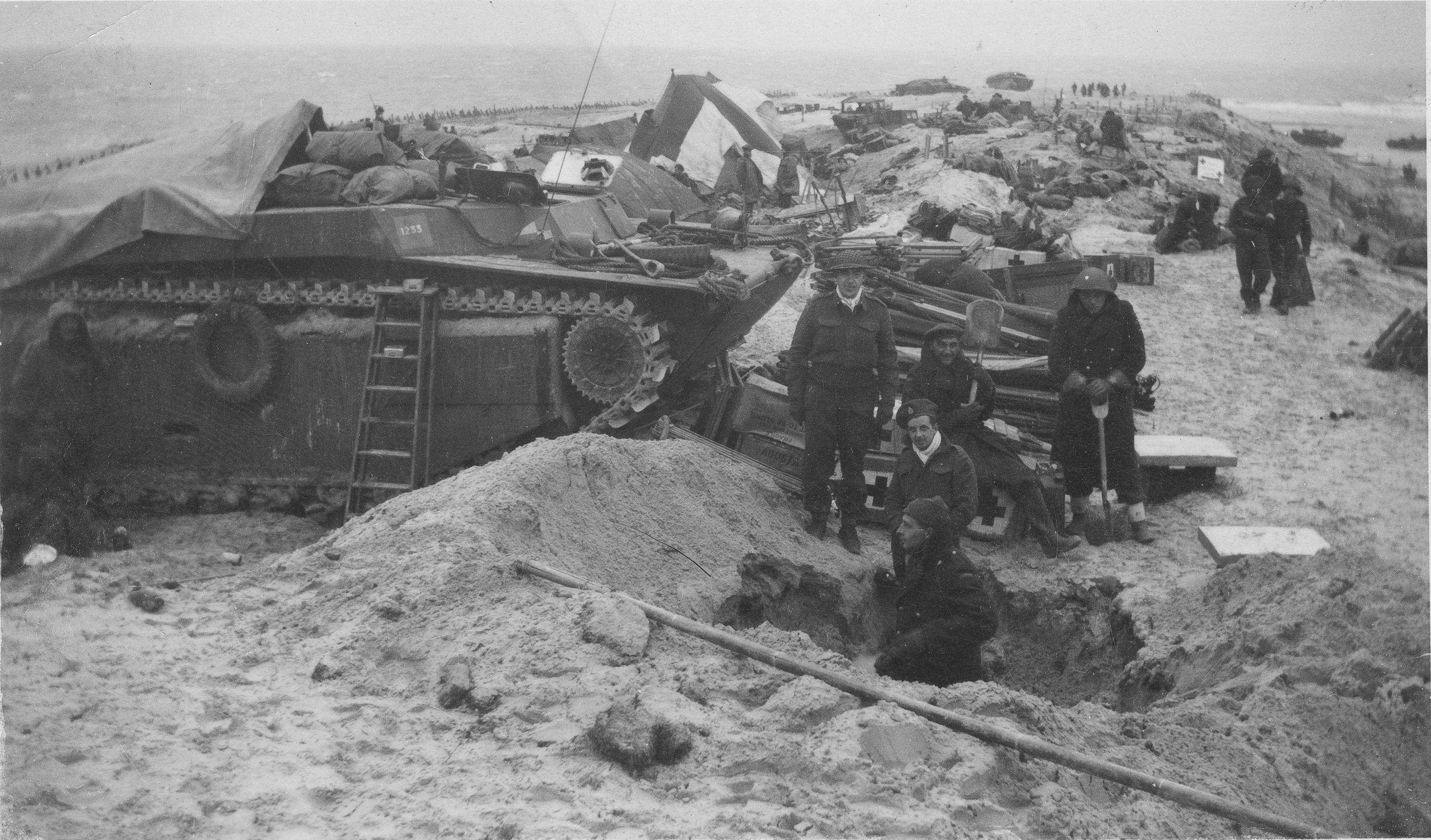
Un hospital de campanya canadenc en un Walcheran Dyke

La 9a Brigada Highland, però, no va poder aterrar al mateix temps que s'esperava, a causa del seu desconeixement amb els vehicles amfibis. L'assalt va començar el 6 d'octubre, amb el suport d'una àmplia artilleria i de Wasp Universal Carriers de construcció canadenca, equipats amb llançaflames. Se suposava que la 7a Brigada havia d'estar sola durant 40 hores, però en canvi es va enfrontar durant 68 hores als atacs alemanys fent servir tot el que tenien per intentar que els canadencs no travessin el canal Leopold.
Simonds havia planejat prendre per sorpresa la Wehrmacht evitant un bombardeig preliminar i, en canvi, fent que les Vespes incineressin els defensors alemanys amb un "atac de flames". Les Vespes van llançar el seu bombardeig de flames a través del Canal Leopold, permetent que les tropes de la 7a Brigada s'enfilessin per sobre dels bancs escarpats i llançar els seus vaixells d'assalt. No obstant això, els alemanys havien cavat bé i molts van escapar dels llançaflames. Una companyia del Royal Montreal Regiment va ser gairebé destruïda a la vora del canal Leopold. Els alemanys van fer caure metralladores pesades i foc de morter i només uns quants dels Montrealers van arribar a l'altre costat. La companyia A dels Regina Rifles no va intentar creuar el canal perquè el volum de foc de metralladora va convèncer els experimentats "Johns" que era massa perillós intentar creuar el canal a la llum del dia. La companyia del Royal Montreal Regiment va mantenir el seu preciós "cap de pont" durant diverses hores abans de ser unides pels "Johns" tres hores més tard quan la companyia D dels Rifles Regina va creuar el canal. Al vespre s'hi van sumar les companyies C i A. En aquell moment, la majoria dels homes de la companyia B del Royal Montreal Regiment, que havien estat ansiós per entrar en acció, estaven morts Per contra, la "barrera de flames" va funcionar com s'esperava per al regiment escocès canadenc, que van poder travessar el canal.
Es van establir dos punts d'accés precaris i separats, però l'enemic es va recuperar del xoc dels llançaflames i va contraatacar, encara que els alemanys no van poder moure els canadencs dels seus vulnerables caps de pont. El brigadier JC Spraggree es va preocupar que els Regina Rifles poguessin ser destruïts per la defensa ferotge dels alemanys, el que el va portar a ordenar que la seva reserva, els Royal Winnipeg Rifles, travessés el cap de pont del regiment escocès canadenc i s'unís amb els Regina Rifles. El polderland, que limitava les vies d'avanç, va resultar ser una dificultat important ja que els alemanys concentraven el seu foc al llarg de les poques carreteres elevades. Al mateix temps, els Regina Rifles van patir forts contraatacs i amb prou feines s'aguantaven. Les pèrdues canadenques van ser tan greus que un esquadró de tancs del 17è Regiment d'Hússars va rebre rifles i es va enviar a lluitar com a infants. Els historiadors canadencs Terry Copp i Robert Vogel van escriure que la lluita "... va ser a poc a poc i d'una ferocitat que els veterans insisteixen que va ser pitjor que els dies més negres de Normandia". El diari de guerra dels Royal Winnipeg Rifles informava: "Ambdós bàndols van patir grans baixes i el terra estava ple de morts tant alemanys com Royal Winnipeg Rifle". El diari de guerra del regiment escocès canadenc va assenyalar sardònicament: "Els combats van ser tals que els Piats i els Bazookas van ser utilitzats per derrocar parets de cases on la resistència era pitjor. Aquestes armes antitanc són uns petits trencadors de cases molt útils!" El 9 d'octubre, la bretxa entre els caps de pont estava tancada, i a primera hora del matí del 12 d'octubre s'havia guanyat una posició a través de la carretera d'Aardenburg.
Els dies del 10 al 12 d'octubre van ser uns d'intensa lluita mentre els homes de la 7a Brigada amb els Royal Winnipeg Rifles van agafar, perdre i després recuperar un grup de cases conegudes com Graaf Jan i els Regina Rifles es van trobar atrapats per un grup de búnquers ben excavats que semblaven resistents a l'artilleria. Els alemanys disposaven d'una àmplia artilleria, juntament amb un nombre immens d'obusos d'artilleria, i van fer caure un fort foc sobre qualsevol avanç canadenc. La forta pluja que va començar l'endemà de l'encreuament del canal Leopold va fer encara més difícil la lluita, amb un informe posterior a l'operació sobre l'operació Switchback que deia: "En alguns llocs, el cap de pont era poc més gran que la riba nord del canal. Fins i tot hi havia protecció. lleu: les trinxeres d'escletxa es van omplir ràpidament d'aigua i s'havien d'excavar moltes vegades al dia". Els canadencs no podien avançar més enllà del seu cap de pont al canal Leopold, però Eberding, no content amb aturar els canadencs, va decidir "aniquilar" la 7a Brigada llançant una sèrie de contraatacs que van costar molt car a la 64a Divisió alemanya, com els artillers canadencs estaven matant infants alemanys amb la mateixa habilitat que els artillers alemanys estaven matant canadencs". El pla de Simonds va fracassar quan la 9a Brigada no va aterrar al mateix temps que la 7a Brigada creuava el Canal Leopold i la 64a Divisió va aturar decisivament l'avanç de la 7a Brigada. Al final, només la determinació d'Eberding d'eliminar la 7a Brigada va permetre que el pla de Simonds funcionés". En termes de nombres perduts com a percentatge dels compromesos, la batalla del Canal Leopold va ser una de les batalles més sagnants per al Canadà a la Segona Guerra Mundial, amb 533 morts i 70 homes més ferits a causa de l'esgotament de la batalla". Copp i Vogel van escriure: "Un de cada dos homes que va creuar el Leopold es va convertir en una víctima!" ". Els homes que es van trencar sota la batalla es van arrossegar en posició fetal i es van negar a moure's, parlar, menjar o beure, ja que els seus ànims havien estat trencats per l'estrès de la lluita. El 14 d'octubre de 1944, Eberding, un home profundament compromès amb el nacionalsocialisme, va ordenar que els soldats alemanys que es retiressin sense ordres fossin considerats desertors i executats sumàriament, i "... on es cerquen els noms dels desertors, es farà el seu nom. conegut per la població civil de casa i els seus familiars seran considerats enemics del poble alemany".
La 9a Brigada canadenca va dur a terme una operació amfibia amb l'ajuda de vehicles amfibis Terrapin (el primer ús del vehicle a Europa) i Buffalo, tripulats pel 5è Regiment d'Assalt britànic dels Royal Engineers. La brigada planejava creuar la boca de l'entrada de Braakman en aquests vehicles i aterrar als voltants de Hoofdplaat, un petit llogaret a la part posterior o costanera de la butxaca, exercint així pressió des de dues direccions alhora. Un informe "després de l'acció" descrivia l'escena del canal de Terneuzen: "A mesura que va caure la foscor, només es veien els llums de la cua. Les rescloses de Sas Van Gent van resultar difícils de negociar, perquè els Buffaloes no eren fàcilment dirigits quan es mouen lentament. Els seus motors d'avió van crear un sona tan semblant al rugit dels avions que sobre Flushing els canons antiaeris disparaven esporàdicament... A causa dels danys als panys prop del transbordador (a Neuzen) va ser necessari tallar rampes a la riba i saltar l'obstacle. No només va ser un progrés lent, sinó que moltes embarcacions van quedar malmeses, per això es va decidir ajornar l'operació 24 hores”. El retard va permetre a l'almirall Ramsay oferir els serveis del tinent comandant RD Franks de la Royal Navy per servir com a pilot, guiant els búfals amb experiència pel riu Escalda sense que els alemanys s'adonin. Franks va informar: "Era una nit gairebé ideal, calmada i tranquil·la amb una mitja lluna darrere d'un núvol lleuger, però una mica de boira que limitava la visibilitat a una milla com a màxim. Érem força invisibles des de la riba nord de l'Escalda., on tot estava en silenci... El nostre aterratge estava planejat per estar a banda i banda d'un groyne ... vam poder identificar-lo i després estirar-nos fent encendre les nostres làmpades per guiar els LVT. Es van desplegar i van tronar per davant nostre. .Vaig veure amb els meus prismàtics com la infanteria desembarcava a terra seca i marxava".
Malgrat les dificultats per maniobrar els vehicles pels canals i el consegüent retard de 24 hores, els alemanys van ser agafats per sorpresa i es va establir un cap de pont. El regiment de North Nova Scotia Highland va desembarcar sense resistència i va despertar nou soldats alemanys adormits a la seva trinxera, fent-los presoners. El principal problema del regiment d'infanteria lleugera de les Highlands al lloc de desembarcament no va ser la Wehrmacht, sinó el fang. Després del desembarcament inicial, els Cameron Highlanders i els Stormont, Dundas and Glengary Highlanders van ser desembarcats per Franks. Un cop més, els alemanys es van recuperar ràpidament i van contraatacar amb ferocitat; tanmateix, lentament van ser obligats a retrocedir. En saber del desembarcament a l'entrada de Braakman, Model va reaccionar ràpidament, dient-li a Hitler: "Avui, l'enemic ha llançat un atac de decisió contra el cap de pont de Breskens". A l'altura de la seva reputació de "bomber del Führer", Model va ordenar a Eberding que "aniquilés" immediatament la Brigada Highland.
A partir de l'alba del dia del 10 d'octubre, la Brigada de les Terres altes va ser sota contraatac, amb el regiment de Stormont, Dundas i Glengary Highland, conegut com els "Glens" a l'exèrcit canadenc, va passar dos dies lluitant pel poble de Hoofdplaat amb una pèrdua de 17 morts i 44 ferits.Els Highlanders del Nord de Nova Escòcia van trigar tres dies a prendre el poble de Driewegen, amb el diari de guerra del regiment informant: "L'artilleria es manté ocupada i aquesta lluita de dic a dic és molt diferent del que hem estat fent. Sembla que el Els enemics són un tipus molt millor del que ens hem trobat darrerament". L'exèrcit canadenc era conegut per la qualitat de la seva artilleria, que va suposar un gran impacte en els contraatacs alemanys durant el dia, amb el diari de guerra de 15è Regiment del 12 d'octubre lectura: "Avui hem estat els més ocupats que hem estat des dels dies de butxaca de Cormelles i Falaise". Els atacs nocturns dels alemanys van tenir més èxit, amb la Infanteria Lleugera de les Highlands perdent i després recuperant el poble de Biervliet durant una batalla nocturna confusa. El major-general canadenc Daniel Spry de la 3a Divisió va canviar el pla original per comprometre la 8a Brigada en suport de la 7a Brigada, i en canvi va enviar la 8a Brigada per enllaçar amb la 4a Divisió i després donar suport a la 9a Brigada.

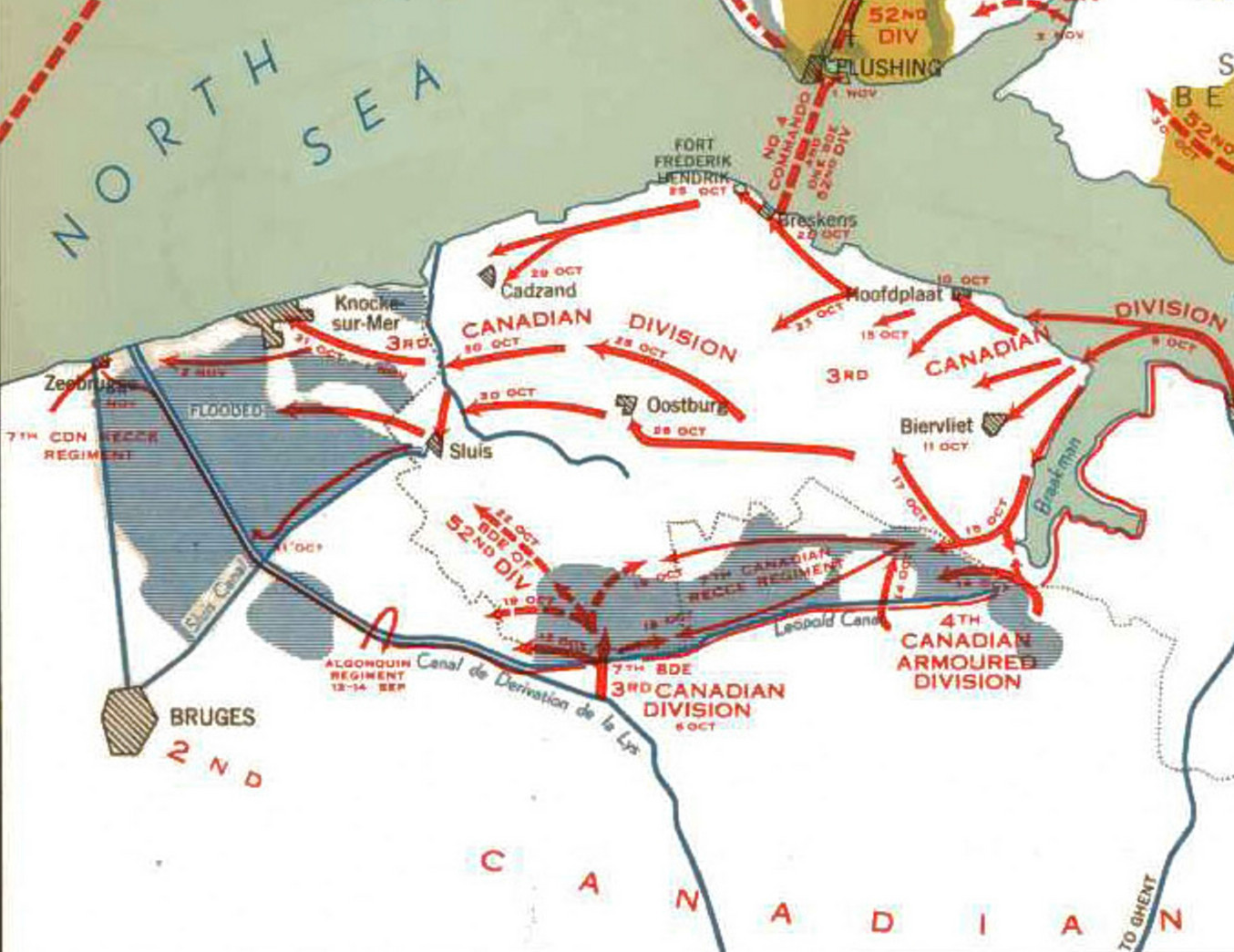
Mapa de la bossa de Breskens

La 10a Brigada canadenca de la 4a Divisió Blindada va creuar el Canal Leopold i va avançar a Isabella Polder. Aleshores, la 8a Brigada de la 3a Divisió va ser cridada per moure's cap al sud des del costat costaner de la butxaca. Això va obrir una ruta de subministrament terrestre a la butxaca. Eberding va utilitzar les seves reserves en els seus contraatacs i va informar a l'Oberkommando der Wehrmacht que algunes unitats de la 64a Divisió s'havien "reduït a un terç". Entre el 10 i el 15 d'octubre, la 64a Divisió va organitzar una "retirada lluitant", com l'anomenava Eberding, a una nova butxaca dissenyada per escurçar les seves línies, ja que moltes de les seves unitats estaven ara baixes. El regiment escocès canadenc va trobar el poble d'Eede buit i abandonat, va entrar al poble i va ser ràpidament sota un fort bombardeig d'artilleria. El regiment de Queen's Own Rifles, liderant l'avanç de la 8a Brigada, va trobar el poble d'IJzendijke "ben defensat" el 15 d'octubre, però va abandonar l'endemà. La Highland Light Infantry i els "Glens" van trencar la línia principal alemanya, però el general Spry, sense saber-ho, va ordenar la retirada, per tal de concentrar forces més grans.
Els oficials alemanys van explicar la seva retirada afirmant que estaven sent aclaparats pels tancs, però de fet només n'hi havia quatre, pertanyents al Regiment de la Colúmbia Britànica, que operaven al nord del canal Leopold. Els presumptes tancs eren en realitat els canons antitanc autopropulsats M10 del 3r Regiment Antitancs canadenc que proporcionaven suport de foc a la infanteria canadenca. El 20 d'octubre es van unir als canadencs la 157a Brigada Highland d'Infanteria Lleugera de la 52a Divisió, que va permetre a Spry agrupar les tres brigades de la 3a Divisió per a l'empenta final.
Des de l'estiu de 1944 l'exèrcit canadenc va experimentar una important escassetat de soldats d'infanteria, a causa de les polítiques del primer ministre William Lyon Mackenzie-King. Per derrotar Maurice Duplessis, el primer ministre de la Union Nationale del Quebec que va convocar eleccions anticipades el 1939 per demanar un mandat per oposar-se a la guerra, Mackenzie-King havia promès que només s'enviarien voluntaris per lluitar a l'estranger i que no hi hauria cap conscripció cap a l'estranger. Amb només tants canadencs disposats a oferir-se voluntaris, especialment com a infanteria, l'exèrcit canadenc es va quedar seriosament curt d'infants, ja que les seves pèrdues no van ser compensades amb reemplaçaments. En planificar l'empenta final, Spry va afavorir un enfocament prudent i metòdic, posant èmfasi en la potència de foc dissenyada per salvar el màxim de vides dels seus homes.
La 3a Divisió va lluitar accions addicionals per eliminar les tropes alemanyes de les ciutats de Breskens, Oostburg, Zuidzande i Cadzand, així com de la fortalesa costanera Fort Frederik Hendrik. Quan van avançar, els canadencs van procedir molt lentament i van utilitzar una gran potència de foc mitjançant atacs aeris i bombardejos d'artilleria quan es van enfrontar a l'oposició. L'escassetat de reemplaçaments d'infanteria va significar que els oficials canadencs no volien participar en operacions que poguessin provocar grans pèrdues. El 24 d'octubre, Montgomery va arribar a la seu de la 3a Divisió. Malgrat que Montgomery havia optat per lluitar contra la batalla d'Arnhem en comptes d'esborrar l'Escalda el setembre de 1944, per haver permès que els alemanys s'hi endinsessin, va criticar la 3a divisió canadenca pel seu lent avanç, dient que el Breskens Pocket s'hauria d'haver netejat. setmanes enrere i va qualificar els oficials canadencs de covards per la seva falta de voluntat d'assumir grans pèrdues. Com a resultat, la 157a Brigada va ser retirada com a càstig i la 3a Divisió va rebre l'ordre de continuar amb "tota velocitat".
Malgrat que els canadencs no es podien permetre grans pèrdues, la 3a Divisió va començar un període de "combat intens" per netejar la bossa de Breskens. El Régiment de la Chaudière va atacar la ciutat d'Oostburg el 24 d'octubre, perdent una companyia sencera, però com que se'ls havia ordenat prendre Oostburg a "qualsevol preu", els "Chads" van cavar per mantenir-se mentre els Queen's Own Rifles van venir en la seva ajuda. El 25 d'octubre, els Queen's Own Rifles van prendre Oostburg després del que el seu diari de guerra va anomenar "una càrrega salvatge de baioneta" enmig de baixes "bastant fortes". El tinent Boos de la companyia A dels Queen's Own Rifles va rebre la Creu Militar per dirigir el que hauria d'haver estat una càrrega suïcida de baioneta a les portes de la ciutat d'Oostburg, però va acabar amb ell i els seus homes agafant les portes. Malgrat la tenaç oposició alemanya, inspirada almenys en part per la política d'Eberding d'executar els soldats que es van retirar sense ordres, els canadencs van fer retrocedir els alemanys de manera constant. En els últims dies de la batalla, la moral alemanya va disminuir i el nombre d'execucions de "desertors" va augmentar, ja que molts soldats alemanys volien rendir-se en lloc de morir en el que era clarament una batalla perduda. El Régiment de la Chaudière, que no podia pagar les pèrdues, es va apoderar d'un cap de pont a l'Afleidingskanaal van de Lije(Canal de derivació del Lys), sobre el qual els enginyers van construir un pont.
L'1 de novembre, els North Nova Scotia Highlanders van assaltar un punt fort i van capturar Eberding, qui, malgrat les seves pròpies ordres de lluitar fins a la mort pel Führer, es va rendir sense disparar ni un tret. Després de ser fet presoner, Eberding va conèixer a Spry i el va acusar de no ser prou agressiu per aprofitar les "oportunitats", dient que qualsevol general alemany s'hauria mogut molt més ràpidament. Spry va respondre que després d'haver perdut uns 700 homes morts en dues operacions "agressives" en cinc dies, va preferir un avanç metòdic que preservés la vida dels seus homes. Eberding va respondre que això mostrava "debilitat" del costat dels canadencs,
L'operació Switchback va acabar el 3 de novembre, quan el 1r Exèrcit canadenc va alliberar les ciutats belgues de Knokke i Zeebrugge, tancant oficialment la bossa de Breskens i eliminant totes les forces alemanyes al sud de l'Escalda.

### Operació Vitality

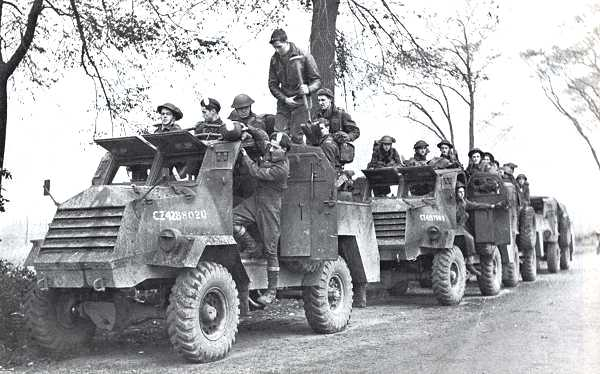
Les tropes de la Royal Hamilton Light Infantry, (2a divisió d'infanteria canadenca), en camions C15TA es mouen cap a South Beveland durant la batalla de l'Escalda

A la tarda del 22 d'octubre, el major-general Foulkes, com a comandant en funcions del 2n Cos canadenc, va dir a la 2a divisió canadenca que l'inici de l'operació Vitality, l'operació per prendre la península de South Beveland, havia estat avançat dos dies per part del "ordres expresses del mariscal de camp Montgomery que havia posat aquesta operació en primera prioritat per a les forces britàniques i canadenques en aquesta zona". El major Ross Ellis de The Calgary Highlanders va dir a Foulkes que els homes estaven cansats després dels durs combats a principis d'octubre, només per ser informats que l'operació es duria a terme. La moral a la 2a Divisió era pobre, només amb el Regiment Reial del Canadà, el Regiment Escocès d'Essex, el Cameron Highland Regiment i els Calgary Highlanders poden reunir qualsevol cosa propera a quatre companyies de fusellers. L'atac havia de ser liderat per la 6a Brigada formada pels Cameron Highlanders, el maltret Regiment de South Saskatchewan i els encara més maltractats Fusiliers Mont-Royal, que tot i tenir molt poca força van ser assignats per liderar l'atac al centre. Aquesta tercera operació important es va obrir el 24 d'octubre, quan la 2a Divisió d'Infanteria canadenca va començar el seu avançament per la península de South Beveland. Els canadencs esperaven avançar ràpidament, evitant l'oposició i agafant caps de pont sobre la porta de Kanaal Zuid-Beveland (Canal a través de South Beveland), però també van ser frenats per mines, fang i fortes defenses enemigues.
El diari de guerra dels Fusiliers Mont-Royal informa simplement que el regiment havia patit "grans baixes", els Cameron Highlanders van informar d'una "dura oposició" del 6è Regiment de Paracaigudistes, mentre que el Regiment de Saskatchewan Sud va informar: "El comtat on havíem vingut. no era del tipus en què somies fer un atac, ja que estava en part boscós, en part obert, i tenia molts edificis, séquies, etc". Més tard aquell dia es van unir a la 6a Brigada, la 5a Brigada, amb els Calgary Highlanders liderant l'assalt i informant de les "restes" de dos pelotons que havien avançat més enllà del dic per ser units pel Black Watch quan va caure la nit. El Regiment Reial s'havia apoderat de la seva línia de sortida durant la nit i, a primera hora del matí, es va unir el Regiment Escocès d'Essex i el Regiment de Cavalls de Fort Garry per fer un lent avanç recolzat per foc d'artilleria pesada. El 25 d'octubre, el Regiment Escocès d'Essex va informar que 120 alemanys s'havien rendit i que la "dura capa de defenses al punt més estret de la península estava trencada". El 26 d'octubre, el comandant de la 70a Divisió d'Infanteria, el general Wilhelm Daser, va informar a Rundstedt que la situació era insostenible i que la retirada era inevitable.
La 52a Divisió (Lowland) britànica va fer un atac amfibi a través de l'Escalda Occidental per posar-se darrere del canal alemany a través de les posicions defensives de South Beveland. La 156a Brigada d'Escòcia Occidental va descriure el camp holandès com "extremadament difícil", però també va assenyalar que la moral alemanya era pobre, afirmant que s'esperaven que la Wehrmacht lluités més i que la majoria de les seves baixes provenien de mines i trampes explosives. Amb la formidable defensa alemanya flanquejada, la 6a Brigada d'Infanteria canadenca va començar un atac frontal en vaixells d'assalt. Els enginyers van poder fer un pont del canal a la carretera principal.
Amb la línia del canal desapareguda, la defensa alemanya es va enfonsar i South Beveland va ser netejat. La tercera fase de la batalla de l'Escalda ja estava acabada. Daser va ordenar als seus homes que es retiressin i es posicionessin a "Fortress Walcheren".

### Operació Infatuate

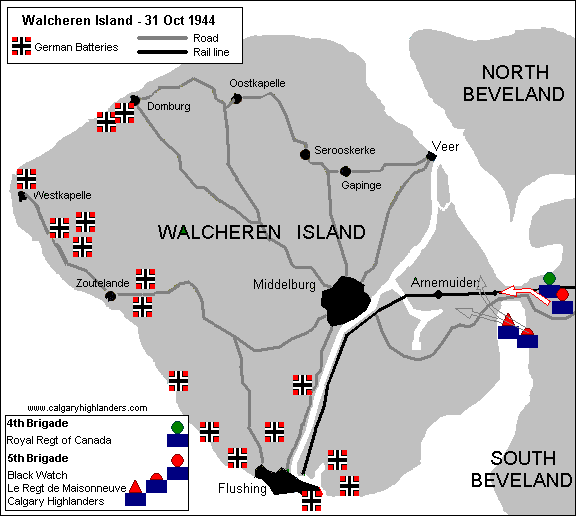
Mapa de les tropes a l'illa Walcheren

Quan es va obrir la quarta fase de la batalla, només l'illa de Walcheren, a la desembocadura de l'Escalda, va romandre en mans alemanyes. Les defenses de l'illa eren extremadament fortes: pesades bateries costaneres a les costes occidental i sud defensaven tant l'illa com l'estuari occidental de l'Escald, i la línia de costa s'havia fortificat contra els assalts amfibis. A més, s'havia construït un perímetre defensiu orientat cap a terra al voltant de la ciutat de Flushing (neerlandès: Vlissingen) per defensar les seves instal·lacions portuàries, en cas que un desembarcament aliat a Walcheren tingués èxit. L'únic enfocament terrestre era el Sloedam, una calçada llarga i estreta de South Beveland, poc més que una carretera elevada de dos carrils. Per complicar les coses, els pisos que envoltaven aquesta calçada estaven massa saturats d'aigua de mar per poder moure's a peu, però tenien poca aigua per a un assalt en llanxes.

#### Inundació de Walcheren
Per dificultar la defensa alemanya, els dics de l'illa Walcheren van ser trencats per atacs del Comandament de Bombers de la RAF. A causa dels elevats riscos per a la població local, els atemptats van ser sancionats al màxim nivell i precedits d'un díptic per avisar els habitants de l'illa. El primer bombardeig va ser el 3 d'octubre a Westkapelle, a la riba occidental de l'illa. El dic de Westkapelle va ser atacat per 240 bombarders pesats, donant lloc a una gran escletxa que va permetre l'entrada de l'aigua del mar. Això va inundar la part central de l'illa, permetent l'ús de vehicles amfibis i obligant als defensors alemanys a pujar a l'alçada que envolta l'illa i a les ciutats. El bombardeig a Westkapelle va tenir greus pèrdues de vides, amb 180 morts civils com a conseqüència del bombardeig i les inundacions resultants. Els atacs a altres dics havien d'assegurar que les inundacions no es poguessin contenir. El 7 d'octubre, els dics del sud van ser bombardejats, a l'oest i a l'est de Flushing. Finalment, l'11 d'octubre, els dics del nord de Veere es van convertir en un objectiu. Els bombardeigs contra les defenses de l'illa es van veure obstaculitzats pel mal temps i els requisits per als atacs a Alemanya.
L'illa va ser atacada des de tres direccions: a través de la calçada de Sloedam des de l'est, a través de l'Escalda des del sud i per mar des de l'oest.

#### Batalla de Walcheren Causeway

Els Royal Marines van a terra prop de Vlissingen per completar l'ocupació de Walcheren l'1 de novembre de 1944

La 2a divisió d'infanteria canadenca va atacar la calçada de Sloedam el 31 d'octubre. La controvèrsia de la postguerra existeix al voltant de l'afirmació que hi va haver una "carrera" dins de la 2a Divisió perquè el primer regiment prengués la calçada cap a l'illa de Walcheren, la qual cosa implica que el fet de no agafar la calçada el 31 d'octubre es va deure a una determinació temerària de guanyar la "cursa". El coronel C.P. Stacey va escriure sobre la "carrera" a la història oficial de l'exèrcit canadenc, una càrrega que va ser disputada amb vehemència per Copp i Vogel a la Maple Leaf Route.
La 4a Brigada de la 2a Divisió havia avançat ràpidament fins a la calçada, la qual cosa va portar al brigadier Keefler a donar ordres d'agafar la calçada mentre la tasca d'agafar l'extrem de Beveland de la calçada havia estat donada a la 52a Divisió. El Regiment Reial va prendre l'extrem oriental de la calçada en un atac nocturn. Com que semblava que hi havia una possibilitat real d'agafar tota la calçada, es van enviar ordres a la 5a Brigada de la 2a Divisió de llançar un atac, per ser liderat pels "malfats" Black Watch que havien d'avançar per la calçada mentre els Calgary Highlanders i Le Régiment de Maisonneuve havien d'avançar en vaixell. Un atac inicial del Black Watch va ser rebutjat mentre va descobrir que les aigües del canal eren massa poc profundes perquè la 2a Divisió el creués, deixant una companyia del Black Watch encallada a la calçada sota un dur atac alemany. Aleshores, els Calgary Highlanders van enviar una companyia sobre la qual també es va aturar a mig camí de la calçada. Durant un segon atac a la matinada de l'1 de novembre, els Highlanders van aconseguir agafar un punt precari. Va seguir un dia de lluita i després els Highlanders van ser rellevats pel Régiment de Maisonneuve, que va lluitar per mantenir el cap de pont. El Regiment de Maisonneuve finalment va assegurar el cap de pont, només per trobar que era inútil per a un avanç, ja que les defenses alemanyes al polderland.estaven massa arrelats per fer un avenç.
Foulkes va ordenar al major-general Hakewill-Smith que llancés la 52a Divisió a un atac frontal contra Walcheren, que Hakewill-Smith va protestar enèrgicament. Els "Maisies" es van retirar a la Calçada el 2 de novembre, per ser rellevats pel 1r Batalló, Glasgow Highlanders de la 52a Divisió. En lloc de llançar un atac frontal segons l'ordre de Foulkes, Hakewill-Smith va flanquejar els alemanys desembarcant el regiment cameronès al poble de Nieuwdorp, 3,2 km al sud de la carretera, i es va enllaçar amb els Glasgow Highlanders l'endemà. En conjunció amb els atacs per l'aigua, el 52è va continuar l'avanç. La batalla per la calçada havia provocat la mort de la 2a Divisió 135 en el que s'ha convertit en les operacions més controvertides de la 2a Divisió, amb moltes crítiques centrades en les decisions de Foulkes. Malgrat que el tinent general Simonds i Foulkes eren tots dos immigrants britànics al Canadà, els dos es detestaven i Simonds sovint parlava del seu desig d'acomiadar Foulkes, creient que era incompetent.
A causa de l'escassetat de ports, el capità Pugsley de la Royal Navy va haver d'improvisar molt per proporcionar el transport necessari per als desembarcaments a l'illa Walcheren. Malgrat la negativa del Bomber Command a atacar diverses fortificacions alemanyes a Walcheren, l'obertura de l'Escalda es va considerar tan important que durant una reunió el 31 d'octubre entre Simonds, Foulkes i l'almirall Ramsay, es va decidir que els desembarcaments a Walcheren havien d'anar endavant. Pugsley, a bord del vaixell de comandament HMS Kingsmill, va rebre la decisió final, amb ordres de cancel·lar l'operació si creia que era massa arriscada. Al mateix temps, Simonds va ordenar a dos regiments d'artilleria canadenc que concentressin 300 canons a terra ferma, per proporcionar suport de foc per als desembarcaments. Els desembarcaments amfibis es van dur a terme en dues parts l'1 de novembre.

#### Operació Infatuate I
L'operació Infatuate I constava principalment d'infanteria de la 155a Brigada d'Infanteria (4t i 5è batallons King's Own Scottish Borderers, 7è/9è batalló, Royal Scots) i el Nº. 4 Commando, que van ser transportats des de Breskens en petites embarcacions de desembarcament fins a una platja d'assalt a la zona sud-est de Flushing, amb el nom en clau de la platja "Oncle". Amb l'artilleria canadenca obrint foc, el 4t Commando va ser portat a terra en vint assalts de llanxes de desembarcament, seguit pel regiment de King's Own Scottish Borderers que va atacar Flushing. Durant els dies següents, es van dedicar a lluites al carrer contra els defensors alemanys, destruint gran part de Flushing. L'Hotel Britannia, que abans de la guerra havia atès turistes britànics, va ser la seu del 1019è Regiment alemany que tenia Flushing i es va convertir en l'escenari d'uns "baralles espectaculars" descrits com "dignes d'una pel·lícula d'acció" quan el regiment reial escocès es va comprometre a prendre l'hotel, que finalment va caure al cap de tres dies.

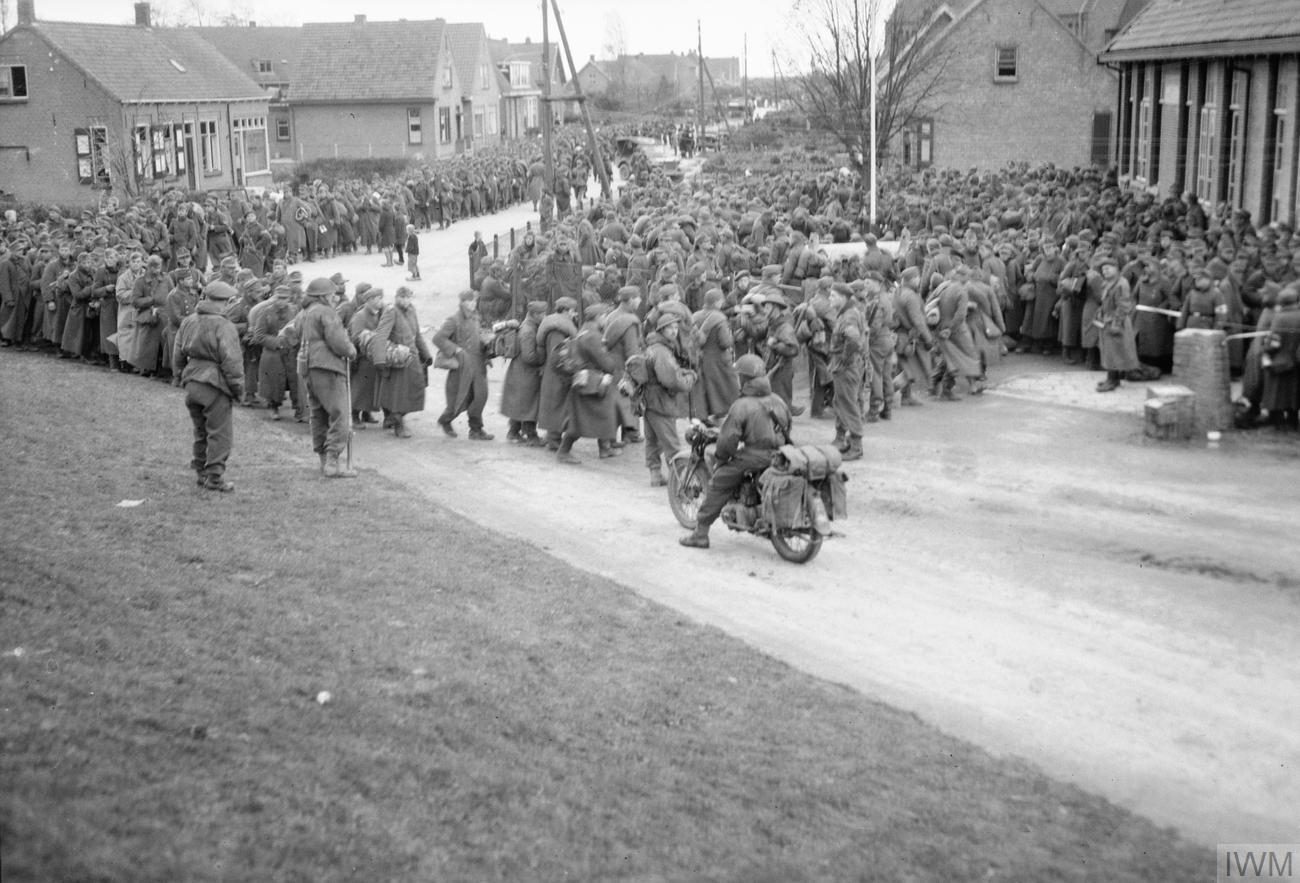
Presoners alemanys van marxar cap a Walcheren

#### Operació Infatuate II
L'operació Infatuate II va ser l'aterratge amfibi a Westkapelle, realitzat també el matí de l'1 de novembre. Per creuar les aigües poc profundes va requerir un assalt a la llum del dia amb el suport de foc proporcionat per l'Esquadró de Suport Eastern Flank (SSEF) comandat pel comandant KA Sellar, amb el suport addicional del cuirassat HMS Warspite i dos monitors, el HMS Erebus i HMS Roberts. El suport aeri va ser limitat a causa de les condicions meteorològiques. Sense suport aeri, sense avions d'observació per guiar els canons dels seus vaixells, i els alemanys totalment alertats amb la seva artilleria costanera que ja disparava contra els vaixells britànics, Pugsley es va enfrontar a la difícil decisió de cancel·lar o procedir, i després d'alguna deliberació, va enviar va sortir el missatge que deia "Nelson", que era el nom en clau per desembarcar. Els canons guiats per radar de l'artilleria costanera alemanya van afectar molt la SSEF, que va perdre 9 vaixells enfonsats i altres 11 que van quedar tan malmesos que van haver de ser trencats per a la ferralla, ja que estaven irreparables. Després d'un fort bombardeig per part de la Royal Navy, més un esquadró de suport de vaixells de desembarcament que portaven canons, les tropes de la 4a Brigada del Servei Especial ((Nos. 41, 47, i 48 Royal Marines Comando i No. 10 Inter Allied Commando, format principalment per tropes belgues i noruegues) recolzats pels vehicles blindats especialitzats (transports amfibis, tancs de neteja de mines, excavadores, etc.) de la 79a Divisió Cuirassada. Van ser desembarcats a banda i banda de la bretxa del dic del mar, utilitzant grans embarcacions de desembarcament així com vehicles amfibis per portar homes i tancs a terra. Els Royal Marines van prendre Westkapelle i Domburg l'endemà. Anticipant-se a la caiguda de "Fortress Walcheren", el 4 de novembre, l'almirall Ramsay va ordenar que els escombradors comencessin els treballs d'eliminació de les mines alemanyes del riu Escalda, tasca que no es va completar fins al 28 de novembre.
També es van produir forts combats a Domburg abans que les ruïnes de la ciutat fossin capturades. El 3 de novembre, els Royal Marines s'havien enllaçat amb la 52a Divisió. Part de les tropes es van traslladar al sud-est cap a Flushing, mentre que la força principal es va dirigir al nord-est per netejar la meitat nord de Walcheren (en ambdós casos al llarg de les zones de dunes altes, ja que el centre de l'illa estava inundat) i enllaçar amb les tropes canadenques que havien establert un cap de pont a la part oriental de l'illa. Algunes de les tropes alemanyes que defensaven aquesta zona van tornar a oferir una forta resistència, de manera que els combats van continuar fins al 7 de novembre.
El 6 de novembre, la capital de l'illa Middelburg va caure després d'una aposta calculada per part dels aliats quan els reials escocesos van atacar Middelburg amb una força de "búfals" amfibis des de la rereguarda. Atès que Middelburg era impossible d'arribar amb tancs, a causa de les inundacions, una força de "Buffaloes" va ser introduïda a la ciutat, forçant la fi de tota la resistència alemanya el 8 de novembre. El general Daser va retratar els "Buffaloes" com a tancs, donant-li una excusa per rendir-se mentre s'enfrontava a una força aclaparadora.
Mentrestant, la 4a divisió blindada canadenca s'havia avançat cap a l'est després de Bergen-op-Zoom fins a Sint Philipsland, on va enfonsar diversos vaixells alemanys al port de Zijpe.
Amb l'acostament a Anvers clar, la quarta fase de la batalla de l'Escalda estava completa. Entre el 20 i el 28 de novembre, es van introduir dragamines de la Royal Navy per netejar l'estuari de l'Escalda de les mines navals i altres obstacles submarins deixats pels alemanys. El 28 de novembre, després de les reparacions molt necessàries de les instal·lacions portuàries, el primer comboi va entrar a Anvers, liderat pel vaixell de càrrega de construcció canadenca Fort Cataraqui.

## Conseqüències

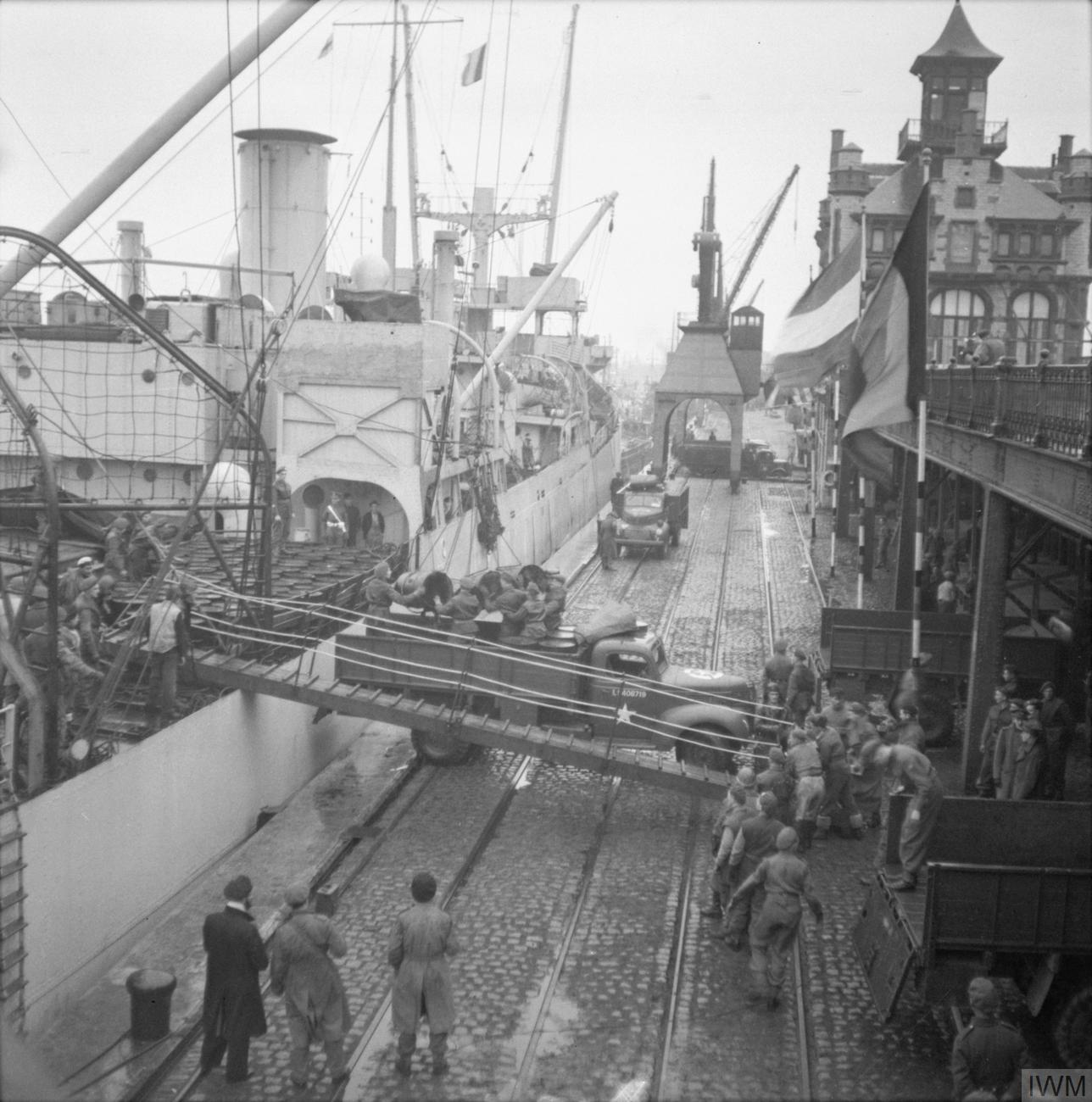
El vaixell canadenc Fort Cataraqui descarrega petroli al port d'Anvers

Al final de l'ofensiva de cinc setmanes, el Primer Exèrcit canadenc havia pres 41.043 presoners alemanys. Complicada pel terreny inundat, la batalla de l'Escalda va resultar ser una campanya difícil en què els canadencs van patir pèrdues importants.
Durant la batalla de l'Escalda, l'esgotament de la batalla va ser un problema important per als canadencs. La 3a divisió canadenca havia desembarcat el dia D el 6 de juny de 1944 i des de llavors havia estat lluitant més o menys contínuament. Un informe psiquiàtric de l'octubre de 1944 afirmava que el 90% dels casos de fatiga de batalla eren homes que estaven en acció durant tres mesos o més. Els homes que patien l'esgotament de la batalla es tornarien catatònics i s'enroscaven en posició fetal, però l'informe va trobar que després d'una setmana de descans, la majoria dels homes es recuperarien prou per parlar i moure's. Segons l'informe, la principal causa de l'esgotament de la batalla "semblava ser una inutilitat. Els homes afirmaven que no hi havia res a què esperar: ni descans, ni permís, ni gaudi, ni vida normal ni escapament... la segona causa més destacada... semblava ser la inseguretat en la batalla perquè l'estat del camp de batalla no permetia una cobertura mitjana. La tercera era el fet que estaven veient massa morts i destruccions contínues, pèrdua d'amics, etc". La política del govern canadenc d'enviar només voluntaris a l'estranger havia provocat una important escassetat d'homes, especialment als regiments d'infanteria. Les unitats canadenques eren massa reduïdes per permetre permisos, allà on podien les unitats nord-americanes i britàniques. Això va estirar enormement els soldats. Una queixa comuna dels soldats que patien fatiga de la batalla era que l'Exèrcit estava intentant "treure sang d'una pedra", amb les unitats de menys força empès sense parar a continuar lluitant, sense reemplaçaments per les seves pèrdues i sense possibilitats de descansar.
Després de la batalla, el II Cos Canadenc es va traslladar al sector de Nijmegen per prendre el relleu del XXX Cos Britànic. Tot i que Anvers es va obrir a la navegació aliada el 28 de novembre, el 15è Exèrcit alemany havia retardat l'ús d'Anvers als Aliats del 4 de setembre al 28 de novembre de 1944, que va ser més llarg del que Hitler havia esperat, justificant la decisió alemanya de mantenir-se al riu Escalda. Fins i tot abans de la batalla de l'Escalda, l'exèrcit canadenc era conscient que no tenia reforços per reemplaçar les seves pèrdues, i les pèrdues suportades durant els combats ajuden a provocar la crisi de la conscripció. El ministre de Defensa canadenc, el coronel John Ralston, es va veure obligat a informar al primer ministre, William Lyon Mackenzie King, que la política actual d'enviar només voluntaris a l'estranger no era sostenible, ja que les pèrdues a la batalla de l'Escalda van superar àmpliament el nombre de voluntaris, i els reclutes haurien de ser enviats a l'estranger. Copp i Vogel van elogiar fortament el lideratge de Simonds del 1r Exèrcit canadenc, escrivint com les seves operacions "eren planificades de manera brillant i de vegades executades de manera brillant". Copp i Vogel també van defensar els canadencs dels càrrecs d'incompetència i covardia fets pels historiadors nord-americans i britànics afirmant: "L'exèrcit canadenc va tenir, fins a l'octubre, la tasca més difícil i important de tots els exèrcits aliats, havia dut a terme una sèrie de complexos exèrcits. les operacions van arribar a una conclusió exitosa i ho havia fet amb valentia i habilitat malgrat la creixent escassetat de mà d'obra que ara és evident a tots els fronts aliats."
Després que el primer vaixell va arribar a Anvers el 28 de novembre, els combois van començar a portar un flux constant de subministraments al continent, però això en realitat va canviar molt poc. L'operació Queen va continuar fracassant mentre que els nord-americans van patir un revés important a l'ofensiva forestal de Hurtgen al desembre. El mal temps de la tardor va dificultar no només els canadencs a la batalla d'Escalda, sinó també les operacions del Primer Exèrcit nord-americà al bosc de Hurtgen, el Tercer Exèrcit nord-americà a Lorena, el Novè Exèrcit nord-americà, el Setè Exèrcit nord-americà i el primer exèrcit francès més al sud. El 5 de novembre de 1944, Eisenhower va calcular que perquè les ofensives a les zones frontereres occidentals d'Alemanya tinguessin èxit, durant el mes següent, caldrien 6 milions d'obusos d'artilleria, dos milions d'obusos de morter, 400 tancs més, 1.500 jeeps i 150.000 pneumàtics de recanvi. per substituir els gastats, cap dels quals estava disponible fins que es va netejar l'Escalda. El 15 de desembre, només el Setè Exèrcit nord-americà havia arribat al Rin prenent Estrasburg, mentre que el Tercer Exèrcit nord-americà havia avançat cap a Alemanya per enfrontar-se a una de les seccions més fortes del mur occidental. Almenys una part del motiu del fracàs de les ofensives aliades va ser l'escassetat de reemplaçaments d'infanteria amb els nord-americans a punt de quedar-se sense reemplaçaments d'infanteria mentre que els britànics es van veure obligats a trencar divisions per proporcionar reforços. Alemanya va reconèixer el perill que els aliats tinguessin un port d'aigües profundes i, en un intent de destruir-lo, o almenys interrompre el flux de subministraments, l'exèrcit alemany va disparar més coets V-2 contra Anvers que a qualsevol altra ciutat. Gairebé la meitat dels V-2 llançats durant la guerra anaven dirigits a Anvers. El port d'Anvers era tan estratègicament vital que durant la Batalla de les Ardenes, l'última gran campanya ofensiva alemanya al front occidental, llançada el 16 de desembre de 1944, l'objectiu principal alemany era recuperar la ciutat i el seu port. Sense l'obertura d'Anvers, que va permetre que 2,5 milions de tones de subministraments arribessin a aquest port entre novembre de 1944 i abril de 1945, l'avanç aliat cap a Alemanya el 1945 amb els exèrcits nord-americans, britànics i francesos hagués estat impossible.

### Polèmica
Els historiadors han descrit la batalla de l'Escalda com innecessàriament difícil, ja que s'hauria pogut netejar abans i amb més facilitat si els aliats li haguessin donat una prioritat més alta que l'operació Horta. L'historiador nord-americà Charles B. MacDonald va qualificar el fracàs de prendre immediatament l'Escalda com "[un] dels majors errors tàctics de la guerra" A causa de les decisions estratègiques defectuoses fetes pels Aliats a principis de setembre de 1944, la batalla es va convertir en una de les més llargues i sagnants que l'exèrcit canadenc va enfrontar al llarg de la Segona Guerra Mundial.
Els ports del Canal francès estaven "defensats decididament" com "fortaleses" i Anvers era l'única alternativa viable. No obstant això, Montgomery va ignorar l'almirall Cunningham, que va dir que Anvers seria "tant útil com Timbuctoo" tret que les aproximacions fossin netejades, i Ramsay, que va advertir a SHAEF i Montgomery que els alemanys podrien bloquejar l'estuari de l'Escalda amb facilitat.
La ciutat i el port d'Anvers van caure a principis de setembre i van ser assegurats pel XXX Cos sota el comandament del tinent general Brian Horrocks. Montgomery va aturar el XXX Cos per reabastir-se abans de l'ampli canal Albert al nord de la ciutat, que en conseqüència va romandre en mans de l'enemic. Horrocks es va penedir d'això després de la guerra, creient que el seu cos podria haver avançat altres 100 milles (160 km) amb el combustible disponible. Desconegut pels Aliats, en aquell moment al XXX Cos només s'oposava una sola divisió alemanya.
La pausa va permetre als alemanys reagrupar-se al voltant del riu Escalda, i quan els aliats van reprendre el seu avanç, el 1r Exèrcit de paracaigudes del general Kurt Student havia arribat i va establir fortes posicions defensives al costat oposat del canal Albert i del riu Escalda. La tasca de trencar la línia alemanya reforçada, que s'estenia des d'Anvers fins al mar del Nord al llarg del riu Escalda, recauria en el Primer Exèrcit canadenc en la costosa batalla de l'Escalada d'un mes. Els aliats "van suportar 12.873 baixes en una operació que es podria haver aconseguit a un cost baix si s'hagués abordat immediatament després de la captura d'Anvers... Aquest retard va suposar un greu cop per a l'acumulació aliada abans que s'apropés l'hivern".
L'historiador britànic Antony Beevor opinava que Montgomery, no Horrocks, era el culpable de no netejar les aproximacions, ja que Montgomery "no estava interessat en l'estuari i pensava que els canadencs el podrien netejar més tard". Els comandants aliats estaven mirant cap endavant per "saltar el Rin... pràcticament d'un salt." Malgrat que Eisenhower volia capturar un port important amb les seves instal·lacions de moll intactes, Montgomery va insistir que el Primer Exèrcit canadenc havia de netejar primer les guarnicions alemanyes a Boulogne, Calais i Dunkerque, tot i que tots aquests ports havien patit demolicions i no serien navegables durant algun temps. Boulogne (Operació Wellhit) i Calais (Operació Undergo) van ser capturats els dies 22 i 29 de setembre de 1944; però Dunkerque no va ser capturada fins al final de la guerra el 9 de maig de 1945 (vegeu el setge de Dunkerque). Quan els canadencs finalment van aturar els seus assalts als ports del nord de França i van començar a aproximar-se a Escalda el 2 d'octubre, van trobar que la resistència alemanya era molt més forta del que s'havien imaginat, ja que les restes del Quinzè Exèrcit havien tingut temps d'escapar i reforçar el illa de Walcheren i la península de South Beveland a
Winston Churchill va afirmar en un telegrama a Jan Smuts el 9 d'octubre que "Pel que fa a Arnhem, crec que teniu la posició una mica desenfocada. La batalla va ser una victòria decidida, però la divisió líder, demanant, amb tota raó, més, em van donar un cop. No he estat afectat per cap sentiment de decepció per això i m'alegro que els nostres comandants siguin capaços de córrer aquest tipus de risc". Va dir que els riscos "... estaven justificats pel gran premi tan a prop al nostre abast", però va reconèixer que "[l]obriment de l'estuari de l'Escalda i l'obertura del port d'Anvers s'havien retardat pel bé de l'empenta d'Arnhem. se li va donar la primera prioritat."